# Taube af Odenkat
Taube af Odenkat är en svensk friherrlig ätt, som förgrenat sig från den adliga ätten Taube. Ättens namntillägg kommer från Odenkatz i Rappels socken i Estland.

## Historik
Ätten Taube är uradel från Tyskland som förgrenade sig till Baltikum och sedan till Sverige, där den naturaliserades med översten för den livländska adelsfanan Edvard Taube som var arvherre till Odenkat. Hans hustru var Elisabeth Catharina Wrangel av huset Sausis. En av deras söner, amiralen Fredrik Evert Taube (död 1703) upphöjdes till friherre i Sverige år 1692, men ätten introducerades inte förrän 1719, efter hans död, och fick nummer 110. Hans friherrliga gren heter Taube af Odenkat, ett gods som denna gren av ätten inte längre besatt men som de fortsatte vara arvherrar till. Fredrik Taube af Odenkat var gift med den svenska grevinnan Beata Wrangel af Adinal, en dotter till Didrik Wrangel af Adinal och Magdalena Clerck nr 433.
Av deras femton barn upphöjdes äldste sonen Edvard Didrik till greve med namnet Taube (utan namntillägg) och nummer 112. Hans systrar gifte sig med Otto Reinhold Strömfelt, Per Gabriel Hård af Segerstad, Göran Gustav Rosenhane, Gustaf Berndt Hastfehr, Carl Johan Mörner af Morlanda och med Anders Koskull. På svärdssidan fortlevde ätten med två bröder. Den ene var Wilhelm Ludvig Taube af Odenkat, riksråd och överstemarskalk, vars hustru, grevinnan Christina Bonde af Björnö, var dotter till presidenten Karl Bonde och grevinnan Eleonora Brahe. Wilhelm Ludvig Taube fick en dotter som var kammarfröken vid hovet och ogift.
Wilhelm Ludvig Taube af Odenkats bror, premierekaptenen vid Upplands ståndsdragoner, Carl Didrik Taube af Odenkat var gift två gånger. Första hustrun var Märta Ehrencrona, vars mor var en Dreffensköld, och med henne fick han tolv barn, däribland Evert Vilhelm Taube och översten Carl Taube. Carl Didrik Taube gifte om sig med Maria Roos af Hjelmsäter och hann göra henne gravid innan han efter ett par månader efter bröllopet avled. En son i det äktenskapet föddes därför postumt, Carl Edvard Taube.
Carl Edvard Taube var gift med Bureättlingen Catharina Eleonora Benzelstjerna, dotter till biskopen Lars Benzelstierna. De fick tre döttrar, gifta Ribbing, von Hartmansdorff och Cronhielm af Flosta. Hans gren kom därför att bli utgången på svärdssidan.
Ätten kom att fortleva från den förut nämnde översten Carl Taube af Odenkat, som till hustru hade Bureättlingen Margareta Bergenskjöld. En av deras döttrar gifte sig med Wilhelm Hisinger. Medlemmar av ätten var en tid under 1800-talet verksamma i Brasilien men återkom till Sverige. En gren av ätten gifte sig till Orrefors bruk, men det såldes sedan.